# Ernest Borgnine

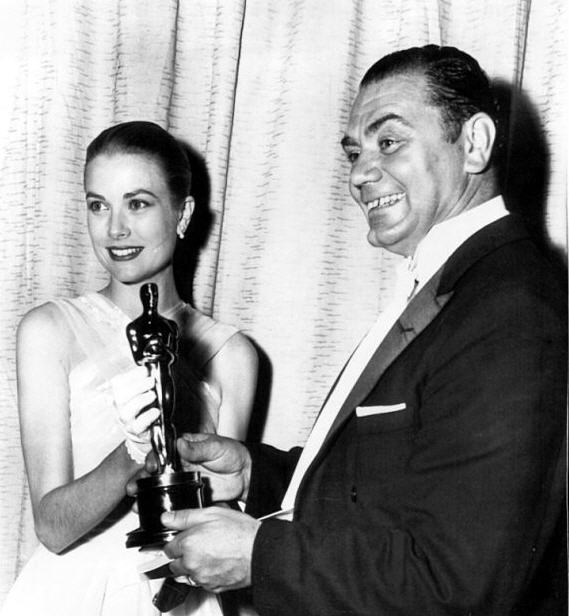
Ernest Borgnine och Grace Kelly år 1955 när han erhåller sin Oscar för bästa manliga huvudroll för titelrollen i Marty.

Ernest Borgnine, ursprungligen Ermes Effron Borgnino, född 24 januari 1917 i Hamden i Connecticut, död 8 juli 2012 i Los Angeles i Kalifornien, var en amerikansk skådespelare. Borgnines karriär sträckte sig över sex decennier, med filmdebut 1951 i China Corsair. Därefter följde filmer som Härifrån till evigheten (1953), Vera Cruz (1954), En man steg av tåget (1955), Marty (1955), 12 fördömda män (1967), Det vilda gänget (1969), SOS Poseidon (1972) och Flykten från New York (1981). Han spelade också huvudrollen som Quinton McHale i komediserien McHale's Navy (1962–1966) och Dominic Santini i actionserien Airwolf (1984–1986). Han gjorde även rösten till Carface i Änglahund 2 (1996) och Änglahund-serien (1996–1998) samt till Vattumannen i SvampBob Fyrkant (1999–2012).

## Biografi
År 1935, vid 18 års ålder, tog Borgnine värvning i USA:s flotta, i vilken han tjänstgjorde fram till krigsslutet. Efter en kort tids arbete i olika fabriker började han vid en scenskola.
Efter scenutbildningen arbetade han vid olika teatrar och tog de jobb han kunde få. Hans genombrott kom under 1949, då han fick en roll som manlig sjuksköterska i pjäsen Harvey. År 1951 flyttade Borgnine till Los Angeles med avsikten att göra karriär inom filmbranschen. Det stora genombrottet kom med rollen som sergeant Fatso Judson i Härifrån till evigheten 1953. Han har medverkat i cirka 140 filmer och TV-produktioner och fick 1956 Oscarsstatyetten för bästa manliga huvudroll i filmen Marty 1955.
År 1977 gjorde han en uppmärksammad rollinsats som den romerske centurionen i Jesus från Nasaret.
Ernest Borgnine var gift sedan 1973 med sin femte hustru. I sitt andra äktenskap (1959–1963) var han gift med den mexikanska skådespelaren Katy Jurado och hans tredje äktenskap (1964) med skådespelaren Ethel Merman varade i 32 dagar. Borgnine avled den 8 juli 2012 på ett sjukhus i Los Angeles.

## Skådespelarkarriär
När kriget var slut återvände han till sina föräldrars hem utan arbete och utan mål. I en intervju med British Film Institute om hans liv och karriär, sa Borgnine:
| ” | Efter andra världskriget ville vi inte ha mer med krig att göra. Jag ville inte ens bli pojkscout. Jag åkte hem och sa att jag var färdig med flottan, så, var gör vi nu? Jag åkte hem till mamma, och efter några veckors klappande på ryggen och "Du gjorde det bra" och allt sånt, så sa hon en dag, som mödrar gör, "Nå?" Vilket betydde, "Okej, ska du skaffa dig ett jobb eller?" | „ |

Eftersom han inte var villig att ta ett fabriksjobb utan framtidsutsikter, uppmuntrade hans mor honom att försöka sig på ett mer glamoröst yrke och föreslog att hans personlighet skulle vara mycket väl lämpad för scenen. Han överraskade sin mor med att ta till sig hennes förslag, även om hans far var långt från entusiastisk. Borgnine mindes 2011 att modern sagt:
| ” | "Du tycker alltid om att ställa dig upp inför folk och spela lustig, så varför försöker du inte med det?" Jag satt vid köksbordet och jag såg det där ljuset. Jag skämtar inte. Det låter inte klokt. Och 10 år senare var det Grace Kelly som räckte över en Academy Award till mig. | „ |

## Filmografi i urval
- 1951 – China Corsair
- 1953 – Härifrån till evigheten
- 1954 – Johnny Gitarr
- 1954 – Vera Cruz
- 1955 – En man steg av tåget
- 1955 – Marty
- 1956 – Främlingen från vidderna
- 1958 – Vikingarna
- 1961 – Barabbas
- 1962–1966 – McHale's Navy (TV-serie)
- 1965 – Flykten från öknen
- 1967 – 12 fördömda män
- 1968 – Polarstation Zebra svarar ej
- 1969 – Det vilda gänget
- 1972 – SOS Poseidon
- 1973 – Den grymme, den starke, den fege
- 1974 – Lilla huset på prärien (TV-serie) (avsnittet "The Lord is My Shepherd")
- 1975 – I djävulens klor
- 1977 – Jesus från Nasaret (TV-miniserie)
- 1978 – Konvoj
- 1979 – På västfronten intet nytt
- 1979 – Det svarta hålet
- 1981 – Flykten från New York
- 1984–1986 – Airwolf (TV-serie)
- 1987 – Mord och inga visor (TV-serie) (avsnittet "Death Takes a Dive")
- 1988 – Any Man's Death
- 1993 – Simpsons (TV-serie) (avsnittet "Boy Scoutz 'n the Hood")
- 1996 – Änglahund 2 (röst)
- 1997 – McHale's Navy
- 1997 – Gattaca
- 1998 – På heder och samvete (TV-serie) (avsnittet "Yesterday's Heroes")
- 1998 – Små soldater (röst)
- 1998 – BASEketball
- 1999–2012 – SvampBob Fyrkant (TV-serie) (röst)
- 2000 – Hoover
- 2004 – Blueberry
- 2010 – Red